# لوئی دو لوکاس
لوئی دو لوکاس (انگلیسی: Luiyi de Lucas؛ زادهٔ ۳۱ اوت ۱۹۹۴) بازیکن فوتبال است.
وی همچنین در تیم ملی فوتبال جمهوری دومینیکن بازی کرده‌است.